# 1179 Mally
1179 Mally este un asteroid din centura principală, descoperit pe 19 martie 1931, de Max Wolf.